# Tom Crewe
Pour les articles homonymes, voir Crewe.
Tom Crewe (né en 1989 à Middlesborough) est un journaliste et romancier britannique.

## Formation
Tom Crewe est titulaire d'un doctorat de l'université de Cambridge en histoire britannique du XIXe siècle. Il est journaliste à la London Review of Books depuis 2015. 

## Carrière littéraire
Son roman The New Life remporte en 2023 le prix Orwell. Sa traduction française, par Étienne Gomez, publiée aux éditions Christian Bourgois, sous le titre La vie nouvelle remporte en 2023 le prix du premier roman étranger.

## Œuvres
- Tom Crewe (trad. de l'anglais par Étienne Gomez), La vie nouvelle, Bourgois, 2023, 464 p. (ISBN 9782267050721).